# 戦球
『戦球』（せんきゅう）はセイブ開発が開発し日本システムより1995年に稼働したアーケードゲーム。ジャンルは落ち物パズル。

## ルール
三角の形をした3つ1組の色球を適当に配置していく。同じ色の球を4つ以上並べると消せる。連鎖を組めば、相手側におじゃま球（目玉のついた球）を送れる。灰色のおじゃま球は、隣の色球を吸い込む。おじゃま球の隣に同色の球を4つ以上並べて消すと元の球に戻せる。相手側が最上段まで積み上がれば勝ち。

## モード種類
戦球大会モード
1人用のモード。CPUと対戦し、勝ち進んでいく。
腕前判定モード
1人用のエンドレス式のモード。ゲームオーバー時にプレイヤーの腕前を100点満点形式で評価してくれる。評価の対象は、最大連鎖、技術点、到達したレベルの3つ。（隠しモードとして戦球三昧モードと戦球地獄モードがある。）
対戦モード
2人用のモード。

## 登場人物
- 花宮咲
- いえちー
- 御手洗香
- どんべえ
- 花菱一発
- ちゅう
- カンクロウ
- ドラポン
- 武蔵
- 鉄人Z
- メタル姫
- ブラック大魔王

## 移植版
| No. | タイトル              | 発売日            | 対応機種                      | 開発元         | 発売元           | メディア                                | 型式 | 売上本数 | 備考               |
| --- | --------------------- | ----------------- | ----------------------------- | -------------- | ---------------- | --------------------------------------- | ---- | -------- | ------------------ |
| 1   | めざせ！戦球王        | 1996年4月19日     | PlayStation                   | セイブ開発     | 日本システム     | CD-ROM                                  | -    | -        |                    |
| 2   | めざせ！戦球王 復刻版 | 1999年8月5日      | PlayStation                   | セイブ開発     | セイブ開発       | CD-ROM                                  | -    | -        | 廉価版             |
| 3   | 戦球                  | 2006年8月3日      | EZweb （BREWアプリ）          | ジェイディスク | ビービーエムエフ | ダウンロード （@ゲームワールド）        | -    | -        |                    |
| 4   | 戦球                  | INT 2025年3月21日 | PlayStation 4 Nintendo Switch | ハムスター     | ハムスター       | ダウンロード （アーケードアーカイブス） | -    | -        | アーケード版の移植 |

PlayStation版
- 『めざせ！戦球王』のタイトルで1996年4月19日発売。概ね業務用と同一の内容。1999年8月5日に復刻版が発売。

PlayStation 4 / Nintendo Switch版 （アーケードアーカイブス）
- 2025年3月21日配信開始。業務用の移植版。

## 補足
海外版のタイトルは「BATTLE BALLS」
アレンジバージョンとして連鎖中にグラビアアイドルの映像が流れる「グラビアコレクション」「パックンボールＴＶ」が開発された。
PS版『雷電DX』に本作の体験版が収録されている。ただしハムスターから発売した廉価版では収録されていない。